# Episodi di Touching Evil (serie televisiva 2004)
La prima e unica stagione della serie televisiva Touching Evil, composta da 12 episodi, è stata trasmessa in prima visione negli Stati Uniti su USA Network dal 12 marzo al 14 giugno 2004.
In Italia è stata trasmessa in prima visione assoluta su Hallmark Channel dal 18 novembre al 23 dicembre 2006, in prima serata. È stata trasmessa in replica ivi (dal 4 luglio 2007 al 9 aprile 2008), poi su Fantasy (dal 4 aprile 2010 al 26 luglio 2011) e Horror Channel (dal 19 dicembre 2011).
| nº | Titolo originale   | Titolo italiano | Prima TV USA   | Prima TV Italia  |
| -- | ------------------ | --------------- | -------------- | ---------------- |
| 1  | Pilot              |                 | 12 marzo 2004  | 18 novembre 2006 |
| 2  | Y Me               |                 | 19 marzo 2004  | 18 novembre 2006 |
| 3  | Justine            |                 | 26 marzo 2004  | 25 novembre 2006 |
| 4  | Slash 30           |                 | 2 aprile 2004  | 25 novembre 2006 |
| 5  | Memorial           |                 | 16 aprile 2004 | 2 dicembre 2006  |
| 6  | K                  |                 | 23 aprile 2004 | 2 dicembre 2006  |
| 7  | Love Lies Bleeding |                 | 30 aprile 2004 | 9 dicembre 2006  |
| 8  | Attachment         |                 | 10 maggio 2004 | 9 dicembre 2006  |
| 9  | Boston             |                 | 17 maggio 2004 | 16 dicembre 2006 |
| 10 | Entropy            |                 | 24 maggio 2004 | 16 dicembre 2006 |
| 11 | Grief              |                 | 7 giugno 2004  | 23 dicembre 2006 |
| 12 | Mercy              |                 | 14 giugno 2004 | 23 dicembre 2006 |

## Pilot
- Diretto da: Allen Hughes
- Scritto da: Bruno Heller

### Trama
Colpito da un proiettile alla testa, il detective David Creegan viene dichiarato morto per dieci minuti prima di "tornare in vita", riportando danni irreversibili al lobo frontale che gli causano una perdita della capacità di controllare i propri impulsi e della competenza sociale. Tre anni più tardi, dopo una faticosa riabilitazione, e la reclusione in un ospedale psichiatrico che gli è costata il divorzio, riprende il suo posto nell'Organized and Serial Crime Unit (OSC) dell'FBI a San Francisco su garanzia del suo capo Hank Enright.
Come prima missione viene mandato a indagare assieme alla detective Susan Branca sul rapimento di tre bambini. Branca mal sopporta il carattere spiazzante e i modi poco ortodossi del collega, ma fa presto a ricredersi quando Creegan nota la presenza di una primula su tutte le scene del crimine, connettendo quindi il caso a quello di due bambini rapiti e uccisi a Denver nel 1997, anch'esso recante la stessa "firma" floreale. La polizia ferma un sospetto che si aggirava sul luogo del delitto, ma Creegan non crede che sia il colpevole. Analizzando i filmati di sorveglianza nota un'auto ripresa più volte nei pressi dell'ultimo rapimento: il mezzo risulta appartenere a Ronald J. Hinks, il responsabile ricerca e sviluppo di un colosso dell'ingegneria biomedica che si era offerto come testimone per il primo rapimento e abitava a Denver all'epoca del precedente delitto. Dopo averci parlato, Creegan si convince che, dietro un'apparenza rispettabile, sia lui il colpevole. Le sue intuizioni si rivelano di nuovo esatte quando l'arrestato Cyril Kemp, un innocuo senzatetto convinto di essere un alieno proveniente dal futuro, riconosce Hinks sulla scena del rapimento. Non potendo avvalersi della sua testimonianza per ovvi motivi, l'OSC perquisisce l'abitazione di Hinks, ma senza successo. Creegan e Branca volano a Denver per ispezionare la sua vecchia casa e scoprono una stanzetta sotterranea sigillata ermeticamente. L'OSC arresta Hinks ma è costretto a rilasciarlo per mancanza di prove, con grande frustrazione di Creegan. In privato, il detective confessa a Enright di aver paura di stare perdendo il controllo, a causa del suo coinvolgimento emotivo in quanto padre di due bambine e della sua convinzione di «essere stato riportato in vita per un motivo».
Non potendo arrivare a Hinks, Enright preme affinché altre piste vengano esplorate, per non perdere la faccia con l'opinione pubblica nell'eventualità di un ritrovamento dei cadaveri. Creegan scopre dall'agente Jay Swopes che Hinks risulta menzionato in un vecchio articolo di un giornale di provincia sull'annegamento di un coetaneo in un lago ghiacciato: dopo avere fatto visita alla madre del bambino, anche lei convinta che Hinks non abbia soccorso di proposito l'amico, Creegan capisce che il piacere che Hinks deve aver scoperto allora di provare nel veder morire vittime impotenti è la chiave per risolvere il caso. L'agente Charles Bernal, ispezionando la vecchia casa di Hinks in cerca di un luogo da cui potesse osservare dall'alto le sue vittime come anni prima al lago, trova una finestra in garage, proprio sopra la stanzetta sotterranea. Nel frattempo, un furgone del notiziario locale intercetta per caso una trasmissione video che mostra i bambini rinchiusi in una stanza e la consegna all'OCS, ma Hinks li precede e fa sparire da casa sua gli strumenti con cui captava il segnale: nemmeno l'irruzione nel condominio semidisabitato da cui si ritiene provenisse il video riesce a scoprire nulla. Quando l'OCS è costretta nuovamente a rilasciare Hinks, Creegan irrompe in casa sua per farlo confessare: non riuscendoci, gli rompe il naso e rapisce il suo levriero, usando un fazzoletto imbevuto del suo sangue per farsi condurre dal cane al nascondiglio dei bambini, ancora vivi, costruito nel piano disabitato sottostante l'appartamento perlustrato in precedenza, da cui Hinks osservava attraverso una finestra nascosta sotto il pavimento. Tuttavia la polizia non può arrestare Hinks a causa dei metodi illegali usati da Creegan. Creegan aiuta Cyril, di cui è diventato amico, a venire ammesso nella sua vecchia casa di cura, ma non riesce a darsi pace riguardo al caso: dopo aver visitato la moglie e i le figlie, si introduce nottetempo in casa di Hinks per ucciderlo, scoprendo che questi si è già tolto la vita da sé.
- Nota: L'episodio pilota della serie ha avuto una durata di 90 minuti.[2]
- Guest star: Željko Ivanek (Ronald James Hinks), Peter Wingfield (Jon Krakauer), Garry Chalk (Brian Zimmer), Debbi Morgan (Aileen Mooney), Pruitt Taylor Vince (Cyril Kemp).
- Ascolti USA: telespettatori 3 370 000 – rating/share 18-49 anni 3%[16][2]

## Y Me
- Diretto da: Rachel Talalay
- Scritto da: Michael Angeli

### Trama
- Guest star: Fred Koehler (Richard Simon), Peter Wingfield (Jon Krakauer), Deanna Milligan (Lynn Noll), Darcy Laurie (Andrew Chennery), Pruitt Taylor Vince (Cyril Kemp).

## Justine
- Diretto da: Allen Hughes
- Scritto da: Ronald D. Moore

### Trama
- Guest star: Andrea Thompson (Justine Hazelton), Peter Wingfield (Jon Krakauer), Robert Clarke (Leonard Cavanaugh).

## Slash 30
- Diretto da: Karen Moncrieff
- Scritto da: Anna Fricke

### Trama
- Guest star: Sebastian Roché (Stephan Laney), Pat Adrien Dorval (Carver), Bradley Cooper (Mark Rivers).

## Memorial
- Diretto da: Rose Troche
- Scritto da: Rob Wright

### Trama
- Guest star: Callum Keith Rennie (Mike Espy), Sarah Strange (Laura Ames), Emy Aneke (Frank Desipio), Bradley Cooper (Mark Rivers).

## K
- Diretto da: Greg Yaitanes
- Scritto da: John McLaughlin e Robert Palm

### Trama
- Guest star: Brendan Fletcher (Vince), Rodney Eastman (Jack), Aaron Brooks (Craig), Crystal Bublé (Fiona), Pruitt Taylor Vince (Cyril Kemp).

## Love Lies Bleeding
- Diretto da: Rod Hardy
- Scritto da: Jeff Vlaming

### Trama
- Guest star: Chris Mulkey (Martin Akins), Wendy Noel (Helen Akins), Bradley Cooper (Mark Rivers), Pruitt Taylor Vince (Cyril Kemp).

## Attachment
- Diretto da: Rod Hardy
- Scritto da: Michael Angeli, Anna Fricke e Tracey Stern

### Trama
- Guest star: Olga Vilner (Abby Korchinoff), Aidan Jarrar (Eddie Armstrong), Julia Tortolano (Dora), Bradley Cooper (Mark Rivers).

## Boston
- Diretto da: Rob Bailey
- Scritto da: Michael Angeli

### Trama
- Guest star: Kevin Chapman (Daniel James), Robert Cicchini (Padre Bob DiFabian), Jody Racicot (Frederick Jack Stentz).

## Entropy
- Diretto da: David Von Ancken
- Scritto da: Anna Fricke

### Trama
- Guest star: David Eigenberg (Spenser), Christopher Redman (Ben Rivers), Bradley Cooper (Mark Rivers), Pruitt Taylor Vince (Cyril Kemp).

## Grief
- Diretto da: Michael Robison
- Scritto da: Robert Palm

### Trama
- Guest star: Christopher Fields (dott. Warren Robbins), James MacDonald (Detective Leclaire), Christopher Redman (Ben Rivers), Bradley Cooper (Mark Rivers).

## Mercy
- Diretto da: Allen Hughes
- Scritto da: Tommy Thompson

### Trama
- Guest star: Susan Gibney (dott.ssa Elizabeth Walker), Jennifer Tighe (Judith Carny), Michael Eklund (Carl Burgess).